# Salvatore Morale
Salvatore Morale (ur. 4 listopada 1938 w Teolo, w prowincji Padwa) – włoski lekkoatleta płotkarz, medalista olimpijski z Tokio z 1964 i mistrz Europy.
Specjalizował się w biegu na 400 metrów przez płotki. Rozpoczął karierę międzynarodową od zwycięstwa w tej konkurencji na uniwersjadzie w 1959 w Turynie. Na igrzyskach olimpijskich w 1960 w Rzymie odpadł w półfinale biegu na 400 metrów przez płotki. Ponownie zwyciężył w tym biegu na uniwersjadzie w 1961 w Sofii.
15 października 1961 w Rzymie Morale ustanowił rekord Europy w biegu na 400 metrów przez płotki wynikiem 49,7 s. Na mistrzostwach Europy w 1962 w Belgradzie zdobył złoty medal na tym dystansie, wyprzedzając Niemców Jörga Neumanna i Helmuta Janza i wyrównał rekord świata należący do Glenna Davisa rezultatem 49,2 s. Na tych samych mistrzostwach zajął wraz z kolegami 5. miejsce w sztafecie 4 × 400 m. Zdobył brązowy medal na 400 m przez płotki na uniwersjadzie w 1963 w Porto Alegre.
Na igrzyskach olimpijskich w 1964 w Tokio zdobył brązowy medal w biegu na 400 metrów przez płotki, ulegając jedynie Rexowi Cawleyowi ze Stanów Zjednoczonych i Johnowi Cooperowi z Wielkiej Brytanii. Startował również w sztafecie 4 × 400 metrów, gdzie odpadł w eliminacjach, ale ustanowił rekord Włoch w tej konkurencji wynikiem 3:07,6. Po igrzyskach zakończył karierę.
Był sześciokrotnym rekordzistą Włoch na 400 m przez płotki (do wyniku 49,2 14 września 1962 w Belgradzie).
Morale był mistrzem Włoch na 400 m przez płotki w 1957, 1958, 1960 i 1961.